# Herbert Enke
Herbert Enke (* 14. Dezember 1913 in Untermhaus; † 25. Juni 2006 in Güterfelde) war ein deutscher Maler und Grafiker.

## Leben und Werk
Enke war der Sohn eines Fabrikarbeiters. Er erlernte den Beruf eines Drogisten. In den 1930er Jahren unternahm er erste bildkünstlerische Versuche und arbeitete er am Reußischen Theater Gera als Bühnenbildner. Nach einer kurzzeitigen Tätigkeit als Bühnenbildassistent in München studierte er in dort an der Staatsschule für angewandte Kunst und an der Hochschule für Bildende Künste, u. a. Bühnengestaltung und Grafik bei Emil Preetorius. In den 1930er Jahren gehörte er zu einer Künstlerkolonie im damaligen Kuckucksruh, dem heutigen Stahnsdorf-Kienwerder, zu der u. a. auch Albrecht Bruck, Arthur Hämmerer, Johannes Poesenecker und Klaus Richter gehörten.
Der Besuch der Nazi-Ausstellung „Entartete Kunst“ in München 1937 wurde für Enke zu einem richtungsweisenden Erlebnis. Zum ersten Mal begegnete er Werken von Otto Dix und anderen Meistern der klassischen Moderne.
Von 1942 bis 1945 nahm Enke am II. Weltkrieg teil. Nach der Entlassung aus sowjetischer Kriegsgefangenschaft ließ er sich 1945 in Gera als freischaffender Künstler nieder. Er nahm in der Stadt aktiv am künstlerischen Wiederaufbau teil und wurde Mitglied des Verbands Bildender Künstler der DDR. Er „malte wild und ungestüm die Kriegserlebnisse von der Seele, doch die Wunden sollten Ihn in Form von Depressionen ein Leben lang begleiten.“
Enke zählte zu den wichtigen Künstlern Geras. Sein Hauptwerk entstand zwischen 1950 und 1978. Anfang der 1950er Jahre begann er verstärkt in Aquarell zu arbeiten. Im Formalismusstreit der 1950er Jahre geriet er als Konstruktivist jedoch ins künstlerische Abseits. Mehrere seiner Bilder verfielen dem Verdikt des Formalismus. Daraufhin vernichtete Enke einen Teil seiner Arbeiten und zog sich aus dem öffentlichen Kulturleben der Stadt zurück. Seinen Lebensunterhalt verdiente er nun als Kunsterzieher und Dozent an der Bezirkskulturakademie in Rudolstadt. Als Maler arbeitet er weitgehend im Verborgenen. An die Öffentlichkeit kam er mit architekturbezogen Werken. In den 1960er und 1970er Jahren erhielt er mehrere öffentliche Aufträge zur Gestaltung großer Wandflächen.
1976 hatte er in der von Erwin Kratschmer und Margret Kratschmer (1930–2018) geleiteten Kleinen Galerie im Kulturpalast der Maxhütte Unterwellenborn seine erste Personalausstellung. 1973 erhielt er den Kunstpreis des Bezirkes Gera.
1978 zog Enke zu seinen Söhnen nach Stahnsdorf-Kienwerder. Er arbeitete weiter künstlerisch und fand zunehmend Anerkennung. 1999 ging er in das Seniorenstift Augustinum Kleinmachnow.
Werke Enkes befinden sich u. a. im Otto-Dix-Haus Gera, im Stadtmuseum Gera, im Lindenau-Museum Altenburg/Thüringen und im Potsdam-Museum.
Enke war seit 1939 mit Johanna, geb. Steiniger, verheiratet. 1940 wurde ihre Tochter Gudrun (Langheinrich) geboren, 1945 Wolfgang und 1948 Mario, der ein erfolgreicher Keramiker wurde.

## Werke (Auswahl)

### Tafelbilder (Auswahl)
- Mann mit grünem Hut (Öl; gezeigt 1948 in der Ausstellung „Junge Kunst – Werke Geraer Künstler“)[3]
- Kreuzigung (Mischtechnik, 41 × 47 cm)[4]

### Druckgrafik (Auswahl)
- Kühe und Häuser (Holzschnitt; 1950er Jahre)[5]
- Technische Konstruktion (Monotypie auf Temperagrund; 40 × 58 cm, 1967)[6]
- Studie zu Panoptikum (Monotypie, 35 × 50 cm, um 1968)[7]

### Werke im öffentlichen Raum und baugebundene Werke (Auswahl)
- Die geometrischen Grundfiguren Kreis, Dreieck, Viereck (dreiteilige Großplastik aus Metall; Gera, Freifläche vor der Gewerblichen Berufsschule, Eiselstraße)[8]
- Sonnenuhr (Metall; Gera, Kastanienstraße)[9]
- Erzengel Michael (Metall, Apsis der Dorfkirche St. Michael Pforten)

## Ausstellungen
- 1947: Gera („Geraer Maler stellen zur Schau“)
- 1948: Gera, Stadthalle („Junge Kunst. Zwölf Maler stellen aus“)
- 1949: Altenburg/Thüringen, Lindenau-Museum („Junge Kunst – Werke Geraer Künstler“)[10]
- 1949: Gera, Stadthalle (Jahresschau Geraer Künstler)
- 1953: Dresden, Dritte Deutsche Kunstausstellung
- 1969: Gera, Bezirkskunstausstellung
- 1981: Potsdam, Kleine Galerie im Keller; Brandenburg an der Havel, Galerie in der Steinstraße; und Luckenwalde, Galerie im Zentrum
- 1986: Dresden, Galerie Mitte
- 1988: Gera, Galerie Am Alten Markt
- 1988: Potsdam, Kulturhaus „Hans Marchwitza“
- 1989 Potsdam, Bezirkskunstausstellung
- 1988: Weimar, Galerie im Cranachhaus
- 1990: Gera, Otto-Dix-Haus
- 1992: Gera, Orangerie
- 2013/2014: Gera, Orangerie (Arbeiten Enkes aus dem Bestand er Kunstsammlung Gera)[11]